# Макконнелл, Майкл
Джон Майкл («Майк») Макконнелл (англ. John Michael McConnell; род. 26 июля 1943, Гринвилл, Южная Каролина) — американский военный деятель, вице-адмирал, директор Агентства национальной безопасности США (1992—1996), Директор Национальной разведки в 2007—2009 годах.

## Биография
Родился в Гринвилле, Южная Каролина, получил степень бакалавра экономики в университете Фурмана, впоследствии получил степень MPA в университете Джорджа Вашингтона. Также проходил обучение в Национальном Военном университете и Национальном Колледже военной разведки.
С 1967 года служил во флоте, с 1970 года — в разведке. В 1986—1987 годах был помощником директора военно-морской разведки США, в 1987—1988 годах — руководителем подразделения военно-морской разведки АНБ, в 1989—1990 годах — помощником по разведке командующего Тихоокеанским флотом США, в 1990—1992 годах — директор по разведке при Объединенном комитете начальников штабов. Во время войны в Персидском заливе организовывал обмен информацией между спецслужбами США. С 1992 по 1996 год Мак-Коннелл занимал должность директора Агентства национальной безопасности.
В 1996 году ушел в отставку в звании вице-адмирала.
С 1996 по 2006 год работал в качестве старшего вице-президента консалтинговой компании Booz Allen Hamilton, где занимался вопросами разведки и национальной безопасности.
Также в 2005—2007 годах Мак-Коннел возглавлял некоммерческую организацию Совет по разведке и национальной безопасности.
Мак-Коннел был назначен президентом Джорджем Бушем на пост Директора Национальной разведки, сменив на этом посту Джона Негропонте, и был приведён к присяге в Вашингтоне, округ Колумбия, 20 февраля 2007 года. Мак-Коннел стал вторым в истории США Директором Национальной разведки и находился на этом посту до 27 января 2009 года, когда был освобождён от должности администрацией Барака Обамы. 24 января 2009 года было объявлено, что Мак-Коннелл вернётся в компанию Booz Allen в качестве старшего вице-президента.
Внёс значительный вклад в развитие и организацию средств кибервойны в США.